# Geluidsinstallatie (kunstwerk)
Een geluidsinstallatie is een installatie, waarbij naast beeld tevens geluid gebruikt wordt als expressiemiddel. Het is een vorm van geluidskunst. Een installatie onderscheidt zich van een geluidssculptuur voornamelijk vanwege zijn doel. Een sculptuur is om te bekijken (en in dit geval te beluisteren), terwijl het bij installatie tevens kan gaan over een vorm van environmentbeleving. Op vele beeldende kunstopleidingen wordt in deze kunstdiscipline gewerkt.